# Aina (musikgrupp)
Aina var ett heavy-metal-band inom under-genren symphonic metal. Aina bestod av ett stort antal kända musiker inom metalgenren och har givit ut albumet Days of Rising Doom (2003). Bandet kom från Tyskland, men var multinationellt med medlemmar från olika länder.

## Medverkande

### Grundare
- Gitarr, basgitarr, trummor – Robert Hunecke-Rizzo ("Luca Turilli", "Rhapsody of Fire", "Kamelot")
- Production, arrangering – Sascha Paeth ("Luca Turilli", "Rhapsody of Fire", "Kamelot")
- Keyboard, orkestrering – Michael Rodenberg ("Luca Turilli", "Rhapsody of Fire", "Kamelot")
- Sång, körsång, text – Amanda Somerville ("Luca Turilli")

### Gäster
Sångare:
- Glenn Hughes (Deep Purple, Black Sabbath) – Talon
- Michael Kiske (ex-Helloween) – Berättare
- Andre Matos (ex-Shaaman, ex-Angra) – Tyran
- Candice Night (Blackmore's Night) - Oria
- Sass Jordan – Oriana
- Tobias Sammet (Edguy, Avantasia) – Berättare
- Marco Hietala (Nightwish) – Syrius
- Sebastian Thomson – Berättare
- Damian Wilson – King Tactius ("Ayreon", "Star One")
- Thomas Rettke – Torek (Sorvahr) ("Heaven's Gate")
- Olaf Hayer – Baktúk ("Luca Turilli")
- Cinzia Rizzo – Operaröst och kör ("Luca Turilli", "Rhapsody", "Kamelot")
- Rannveig Sif Sigurdardottir – Opera-röst ("Kamelot", "Luca Turilli")
- Simone Simons – Mezzo-Sopran  ("Epica")
- Oliver Hartmann och Herbie Langhans – The Prophets ("Luca Turilli", "Seventh Avenue")
- Också medverkande: The Trinity School Boys Choir som The Angelic Ainae Choir
  - Dirigerade av David Swinson

Musikanter:
- Olaf Reitmeier (Virgo) – Akustisk gitarr i "Revelations" och "Serendipity"
- Derek Sherinian (ex-Dream Theater) – Keyboardsolo i "The Siege of Aina"
- Jens Johansson (Stratovarius, Yngwie Malmsteen, Dio) – Keyboardsolo i "Revelations"
- T.M. Stevens – Basgitarr på "Son of Sorvahr"
- Axel Naschke (Gamma Ray) – Orgel i "Son of Sorvahr"
- Erno "Emppu" Vuorinen (Nightwish, Altaria) – Gitarrsolo i "Rebellion"
- Thomas Youngblood (Kamelot, Ian Parry) – Gitarrsolo i "Lalae Amêr"
- Erik Norlander (Ayreon, Ambeon) – Keyboardsolo i "Rebellion"